# Single numer jeden w roku 2012 (Polska)
Notowanie Polish Airplay Chart przedstawia najpopularniejsze utwory w polskich rozgłośniach radiowych oraz stacjach telewizyjnych. Opublikowane przez ZPAV dane w roku 2012 kompletowane były przez Nielsen Music Control w oparciu o cotygodniową liczbę odegrań w radio oraz wyświetleń w telewizji. Poniżej znajdują się tabele prezentujące najpopularniejsze single, najwyżej debiutujące nowości oraz najczęściej emitowane teledyski w muzycznych stacjach telewizyjnych w danych tygodniach w roku 2012.

## Top airplay
| Data            | Top 5 airplay               | Top 5 airplay                              | Top 5 airplay | Top 5 airplay - nowości                            | Top 5 airplay - nowości   | Top 5 airplay - nowości |
| Data            | Wykonawca                   | Utwór                                      | Źródło        | Wykonawca                                          | Utwór                     | Źródło                  |
| --------------- | --------------------------- | ------------------------------------------ | ------------- | -------------------------------------------------- | ------------------------- | ----------------------- |
| 7 stycznia      | Adele                       | „Someone like You”                         | [ 1 ]         | Honey                                              | „Sabotaż”                 | [ 2 ]                   |
| 14 stycznia     | Rihanna feat. Calvin Harris | „We Found Love”                            | [ 3 ]         | Honey                                              | „Sabotaż”                 | [ 4 ]                   |
| 21 stycznia     | Gotye feat. Kimbra          | „Somebody That I Used to Know”             | [ 5 ]         | Coldplay                                           | „Charlie Brown”           | [ 6 ]                   |
| 28 stycznia     | Gotye feat. Kimbra          | „Somebody That I Used to Know”             | [ 7 ]         | Łukasz Zagrobelny                                  | „Ja tu zostaję”           | [ 8 ]                   |
| 4 lutego        | Gotye feat. Kimbra          | „Somebody That I Used to Know”             | [ 9 ]         | Madonna feat. Nicki Minaj & M.I.A.                 | „Give Me All Your Luvin'” | [ 10 ]                  |
| 11 lutego       | Michel Teló                 | „Ai se eu te pego!”                        | [ 11 ]        | Florence and the Machine                           | „No Light, No Light”      | [ 12 ]                  |
| 18 lutego       | Gotye feat. Kimbra          | „Somebody That I Used to Know”             | [ 13 ]        | Tacabro feat. Rodriguez                            | „Tacatà”                  | [ 14 ]                  |
| 25 lutego       | Gotye feat. Kimbra          | „Somebody That I Used to Know”             | [ 15 ]        | Andrzej Piaseczny                                  | „Z dwojga ciał”           | [ 16 ]                  |
| 3 marca         | Gotye feat. Kimbra          | „Somebody That I Used to Know”             | [ 17 ]        | DJ Antoine feat. The Beat Shakers                  | „Ma Chérie”               | [ 18 ]                  |
| 10 marca        | Gotye feat. Kimbra          | „Somebody That I Used to Know”             | [ 19 ]        | Chris Brown                                        | „Turn Up the Music”       | [ 20 ]                  |
| 17 marca        | Gotye feat. Kimbra          | „Somebody That I Used to Know”             | [ 21 ]        | Michael Mind Project feat. Bobby Anthony & Rozette | „Rio de Janerio”          | [ 22 ]                  |
| 24 marca        | Gotye feat. Kimbra          | „Somebody That I Used to Know”             | [ 23 ]        | Jason Mraz                                         | „I Won't Give Up”         | [ 24 ]                  |
| 31 marca        | Kelly Clarkson              | „Stronger (What Doesn't Kill You)”         | [ 25 ]        | Aura Dione feat. Rock Mafia                        | „Friends”                 | [ 26 ]                  |
| 7 kwietnia      | Nickelback                  | „Lullaby”                                  | [ 27 ]        | Jennifer Lopez feat. Pitbull                       | „Dance Again”             | [ 28 ]                  |
| 14 kwietnia     | Jula                        | „Za każdym razem”                          | [ 29 ]        | David Guetta feat. Nicki Minaj                     | „Turn Me On”              | [ 30 ]                  |
| 21 kwietnia     | Jula                        | „Za każdym razem”                          | [ 31 ]        | Adele                                              | „Rumour Has It”           | [ 32 ]                  |
| 28 kwietnia     | Fun. feat. Janelle Monáe    | „We Are Young”                             | [ 33 ]        | Łukasz Zagrobelny                                  | „U mnie maj”              | [ 34 ]                  |
| 5 maja          | Nickelback                  | „Lullaby”                                  | [ 35 ]        | Of Monsters and Men                                | „Little Talks”            | [ 36 ]                  |
| 12 maja         | Nickelback                  | „Lullaby”                                  | [ 37 ]        | Pitbull                                            | „Back in Time”            | [ 38 ]                  |
| 19 maja         | Aura Dione feat. Rock Mafia | „Friends”                                  | [ 39 ]        | Oceana                                             | „Endless Summer”          | [ 40 ]                  |
| 26 maja         | Aura Dione feat. Rock Mafia | „Friends”                                  | [ 41 ]        | Oceana                                             | „Endless Summer”          | [ 42 ]                  |
| 2 czerwca       | Oceana                      | „Endless Summer”                           | [ 43 ]        | Loka                                               | „Prawdziwe powietrze”     | [ 44 ]                  |
| 9 czerwca       | Oceana                      | „Endless Summer”                           | [ 45 ]        | Bracia                                             | „Nad przepaścią”          | [ 46 ]                  |
| 16 czerwca      | Oceana                      | „Endless Summer”                           | [ 47 ]        | The Rasmus                                         | „I'm a Mess”              | [ 48 ]                  |
| 23 czerwca      | Carly Rae Jepsen            | „Call Me Maybe”                            | [ 49 ]        | Jula                                               | „Nie zatrzymasz mnie”     | [ 50 ]                  |
| 30 czerwca      | Carly Rae Jepsen            | „Call Me Maybe”                            | [ 51 ]        | Rudimental                                         | „Feel the Love”           | [ 52 ]                  |
| 7 lipca         | Flo Rida                    | „Whistle”                                  | [ 53 ]        | Katy Perry                                         | „Wide Awake”              | [ 54 ]                  |
| 14 lipca        | Flo Rida                    | „Whistle”                                  | [ 55 ]        | Ellie Goulding                                     | „Lights”                  | [ 56 ]                  |
| 21 lipca        | Pitbull                     | „Back in Time”                             | [ 57 ]        | Pink                                               | „Blow Me (One Last Kiss)” | [ 58 ]                  |
| 28 lipca        | Pitbull                     | „Back in Time”                             | [ 59 ]        | Linkin Park                                        | „Burn It Down”            | [ 60 ]                  |
| 4 sierpnia      | Loka                        | „Prawdziwe powietrze”                      | [ 61 ]        | Kasia Gomoła                                       | „Czekam”                  | [ 62 ]                  |
| 11 sierpnia     | Jula                        | „Nie zatrzymasz mnie”                      | [ 63 ]        | Maroon 5                                           | „One More Night”          | [ 64 ]                  |
| 18 sierpnia     | Shakira                     | „Addicted to You”                          | [ 65 ]        | Olly Murs                                          | „Oh My Goodness”          | [ 66 ]                  |
| 25 sierpnia     | Jula                        | „Nie zatrzymasz mnie”                      | [ 67 ]        | Lana Del Rey                                       | „Summertime Sadness”      | [ 68 ]                  |
| 1 września      | Jula                        | „Nie zatrzymasz mnie”                      | [ 69 ]        | Fun.                                               | „Some Nights”             | [ 70 ]                  |
| 8 września      | Loreen                      | „Euphoria”                                 | [ 71 ]        | Łukasz Zagrobelny                                  | „Nie zapytam cię”         | [ 72 ]                  |
| 15 września     | Loreen                      | „Euphoria”                                 | [ 73 ]        | Kombii                                             | „Krople”                  | [ 74 ]                  |
| 22 września     | Ewelina Lisowska            | „Nieodporny rozum”                         | [ 75 ]        | Seal                                               | „Love's Divine”           | [ 76 ]                  |
| 29 września     | Ewelina Lisowska            | „Nieodporny rozum”                         | [ 77 ]        | Rihanna                                            | „Diamonds”                | [ 78 ]                  |
| 6 października  | Ellie Goulding              | „Lights”                                   | [ 79 ]        | Wilki                                              | „Czystego serca”          | [ 80 ]                  |
| 13 października | Linkin Park                 | „Burn It Down”                             | [ 81 ]        | Loka                                               | „Widziałem ciebie”        | [ 82 ]                  |
| 20 października | Ewelina Lisowska            | „Nieodporny rozum”                         | [ 83 ]        | LemON                                              | „Będę z Tobą”             | [ 84 ]                  |
| 27 października | Ewelina Lisowska            | „Nieodporny rozum”                         | [ 85 ]        | Otto Knows                                         | „Million Voices”          | [ 86 ]                  |
| 3 listopada     | Lykke Li                    | „I Follow Rivers”                          | [ 87 ]        | Maciej Czaczyk                                     | „Liście na wietrze”       | [ 88 ]                  |
| 10 listopada    | Lykke Li                    | „I Follow Rivers”                          | [ 89 ]        | Sting                                              | „Desert Rose”             | [ 90 ]                  |
| 17 listopada    | Lykke Li                    | „I Follow Rivers”                          | [ 91 ]        | Calvin Harris feat. Florence Welch                 | „Sweet Nothing”           | [ 92 ]                  |
| 24 listopada    | Lykke Li                    | „I Follow Rivers”                          | [ 93 ]        | Lenka                                              | „Everything at Once”      | [ 94 ]                  |
| 1 grudnia       | Lana Del Rey                | „Summertime Sadness”                       | [ 95 ]        | Robert M feat. Akil Wingate                        | „For Love”                | [ 96 ]                  |
| 8 grudnia       | Asaf Awidan                 | „One Day / Reckoning Song (Wankelmut Rmx)” | [ 97 ]        | Ed Sheeran                                         | „Give Me Love”            | [ 98 ]                  |
| 15 grudnia      | Lana Del Rey                | „Summertime Sadness”                       | [ 99 ]        | Rea Garvey                                         | „Wild Love”               | [ 100 ]                 |
| 22 grudnia      | Lykke Li                    | „I Follow Rivers”                          | [ 101 ]       | Maroon 5                                           | „Daylight”                | [ 102 ]                 |
| 29 grudnia      | Lana Del Rey                | „Summertime Sadness”                       | [ 103 ]       | The Lumineers                                      | „Ho Hey”                  | [ 104 ]                 |

## Top airplay TV
| Data            | Wykonawca                                 | Teledysk                                   | Źródło  |
| --------------- | ----------------------------------------- | ------------------------------------------ | ------- |
| 7 stycznia      | Ewa Farna                                 | „Nie przegap”                              | [ 105 ] |
| 14 stycznia     | Ewa Farna                                 | „Nie przegap”                              | [ 106 ] |
| 21 stycznia     | Ewa Farna                                 | „Nie przegap”                              | [ 107 ] |
| 28 stycznia     | Avicii                                    | „Levels”                                   | [ 108 ] |
| 4 lutego        | Ewa Farna                                 | „Nie przegap”                              | [ 109 ] |
| 11 lutego       | Michel Teló                               | „Ai se eu te pego!”                        | [ 110 ] |
| 18 lutego       | Michel Teló                               | „Ai se eu te pego!”                        | [ 111 ] |
| 25 lutego       | Ewa Farna                                 | „Nie przegap”                              | [ 112 ] |
| 3 marca         | Michel Teló                               | „Ai se eu te pego!”                        | [ 113 ] |
| 10 marca        | Michel Teló                               | „Ai se eu te pego!”                        | [ 114 ] |
| 17 marca        | Michel Teló                               | „Ai se eu te pego!”                        | [ 115 ] |
| 24 marca        | Mike Candys & Evelyn feat. Patrick Miller | „One Night in Ibiza”                       | [ 116 ] |
| 31 marca        | DJ Fresh feat. Rita Ora                   | „Hot Right Now”                            | [ 117 ] |
| 7 kwietnia      | DJ Fresh feat. Rita Ora                   | „Hot Right Now”                            | [ 118 ] |
| 14 kwietnia     | DJ Fresh feat. Rita Ora                   | „Hot Right Now”                            | [ 119 ] |
| 21 kwietnia     | DJ Fresh feat. Rita Ora                   | „Hot Right Now”                            | [ 120 ] |
| 28 kwietnia     | DJ Fresh feat. Rita Ora                   | „Hot Right Now”                            | [ 121 ] |
| 5 maja          | DJ Fresh feat. Rita Ora                   | „Hot Right Now”                            | [ 122 ] |
| 12 maja         | Liber feat. InoRos                        | „Czyste szaleństwo”                        | [ 123 ] |
| 19 maja         | Liber feat. InoRos                        | „Czyste szaleństwo”                        | [ 124 ] |
| 26 maja         | Liber feat. InoRos                        | „Czyste szaleństwo”                        | [ 125 ] |
| 2 czerwca       | Liber feat. InoRos                        | „Czyste szaleństwo”                        | [ 126 ] |
| 9 czerwca       | Liber feat. InoRos                        | „Czyste szaleństwo”                        | [ 127 ] |
| 16 czerwca      | Liber feat. InoRos                        | „Czyste szaleństwo”                        | [ 128 ] |
| 23 czerwca      | Liber feat. InoRos                        | „Czyste szaleństwo”                        | [ 129 ] |
| 30 czerwca      | Carly Rae Jepsen                          | „Call Me Maybe”                            | [ 130 ] |
| 7 lipca         | Carly Rae Jepsen                          | „Call Me Maybe”                            | [ 131 ] |
| 14 lipca        | Flo Rida                                  | „Whistle”                                  | [ 132 ] |
| 21 lipca        | Pitbull                                   | „Back in Time”                             | [ 133 ] |
| 28 lipca        | will.i.am feat. Eva Simons                | „This Is Love”                             | [ 134 ] |
| 4 sierpnia      | will.i.am feat. Eva Simons                | „This Is Love”                             | [ 135 ] |
| 11 sierpnia     | Jula                                      | „Nie zatrzymasz mnie”                      | [ 136 ] |
| 18 sierpnia     | Rafał Brzozowski                          | „Tak blisko”                               | [ 137 ] |
| 25 sierpnia     | Loreen                                    | „Euphoria”                                 | [ 138 ] |
| 1 września      | Jula                                      | „Nie zatrzymasz mnie”                      | [ 139 ] |
| 8 września      | Jula                                      | „Nie zatrzymasz mnie”                      | [ 140 ] |
| 15 września     | Cheryl                                    | „Call My Name”                             | [ 141 ] |
| 22 września     | Shaggy feat. Eve                          | „Girls Just Want to Have Fun”              | [ 142 ] |
| 29 września     | Far East Movement feat. Cover Drive       | „Turn Up the Love”                         | [ 143 ] |
| 6 października  | Ewelina Lisowska                          | „Nieodporny rozum”                         | [ 144 ] |
| 13 października | Far East Movement feat. Cover Drive       | „Turn Up the Love”                         | [ 145 ] |
| 20 października | Psy                                       | „Gangnam Style”                            | [ 146 ] |
| 27 października | Ewelina Lisowska                          | „Nieodporny rozum”                         | [ 147 ] |
| 3 listopada     | Psy                                       | „Gangnam Style”                            | [ 148 ] |
| 10 listopada    | Ewelina Lisowska                          | „Nieodporny rozum”                         | [ 149 ] |
| 17 listopada    | Rihanna                                   | „Diamonds”                                 | [ 150 ] |
| 24 listopada    | Asaf Awidan                               | „One Day / Reckoning Song (Wankelmut Rmx)” | [ 151 ] |
| 1 grudnia       | Rihanna                                   | „Diamonds”                                 | [ 152 ] |
| 8 grudnia       | Rihanna                                   | „Diamonds”                                 | [ 153 ] |
| 15 grudnia      | Bruno Mars                                | „Locked Out of Heaven”                     | [ 154 ] |
| 22 grudnia      | Rihanna                                   | „Diamonds”                                 | [ 155 ] |
| 29 grudnia      | Amelia Lily                               | „You Bring Me Joy”                         | [ 156 ] |